# Die Stropers
Die Stropers je koprodukční hraný film z roku 2018, který režíroval Etienne Kallos podle vlastního scénáře. Děj filmu se odehrává ve farmářské rodině na jihoafrickém venkově. Snímek měl světovou premiéru 14. května 2018 na Filmovém festivalu v Cannes, kde byl uveden v sekci Un certain regard. V ČR byl uveden v roce 2019 na filmovém festivalu Febiofest.

## Děj
V provincii Svobodný stát na venkově žije farmářská afrikánská rodina. Marie a Jan si postupně osvojili několik dětí. Nejstarší je Janno, který se v uzavřené a přísně protestantské komunitě cítí osamělý. Jednoho dne do rodiny přibude sirotek Pieter. Pieter se zpočátku odmítá smířit s pravidly zdejší komunity, nicméně posléze pragmaticky pochopí, že když přijme dané zvyklosti, může se tak spíš dostat do přízně adoptivních rodičů i okolí. Tím ovšem začne ohrožovat Jannovu pozici, který se nechce vzdát svého postavení nejstaršího syna a budoucího dědice.

## Obsazení
| Brent Vermeulen | Janno  |
| Alex van Dyk    | Pieter |
| Juliana Venter  | Marie  |
| Morné Visser    | Jan    |